# Fajarowiczgambiet
Het Fajarowiczgambiet of Fajarowiczverdediging is in de opening van een schaakpartij een variant van het Boedapestgambiet met als ECO-code A51. De opening valt onder de halfgesloten spelen. De beginzetten zijn:
1.d4 Pf6 Het Indisch
2.c4 e5 Het Boedapestgambiet
3.dxe Pe4
Dit gambiet is een sterke verdediging om 1.d4 en 2.c4 te bestrijden. S. Fajarowicz bracht de verdediging in de toernooipraktijk in 1928, hoewel de zet zelf al wel eerder gespeeld was. In de jaren negentig van de 20e eeuw is het gambiet met afwisselend succes vaak gespeeld zowel in het correspondentieschaak als in het bordschaak. Zwart geeft een pion voor een snelle ontwikkeling.